# 浅野実奈子
浅野 実奈子（あさの みなこ、1974年10月2日 - 2025年3月20日）は、千葉県出身の女優。

## 略歴・人物
身長164cm、血液型B型。
芸能界では子役の経験もあるため、芸歴は長い。大卒後、劇団若草付属養成所を首席で修了。その後、1988年からジャズダンスを、1993年からはタップダンスのレッスンを始め、合わせて声楽のレッスンもこなする。
それらのレッスンの成果をいかし、ミュージカルなどの舞台女優を始めとして、テレビ、映画、CMなど幅広く出演していた。
趣味は水泳、アルパ演奏、料理、舞台・音楽・映画鑑賞。特技はタップダンス、日本舞踊（藤間流）。
2025年3月24日、提携していたオフィスストンプ合同会社のXアカウントから3月20日に死去していたことが報じられる。50歳没。

## 出演

### テレビドラマ
- 湘南リバプール学院（1995年、フジテレビ）ダンス講師・山川役
- 月曜ドラマスペシャル 疑惑の花嫁（1997年、TBS）ヨシエ役
- 銭形平次 (北大路欣也)（1997年、フジテレビ）おみよ役
- ホシに願いを（2004年、NHK）ゆかり役

### 映画
- 山田ババアに花束を（1990年、東宝）神崎瑠奈のクラスメイト役
- 戦争と青春（1991年、松竹）ミチル役
- 高校教師（1993年、東宝）水泳部マネージャー役

### 舞台
- 42nd STREET（2000年）
- ワンス アポン ア マットレス（2000年）
- CANDIDE（2001年）
- 42nd STREET（2002年）
- チャーリー・ガール（2002年）
- キス・ミー・ケイト（2002年）
- 魅惑のブロードウェイ・ミュージカル（2002年）
- キス・ミー・ケイト（2003年）
- 東京メッツ（2003年 - 2004年）
- ミス・サイゴン（2004年）ミミ役
- Broadway Gala Concert 2005（2005年）
- The Producers（2005年）案内嬢役、リックミー・バイトミー役
- FAME（2005年）
- BEAUTIFUL GAME（2006年）プロテスタント少女役
- ME and MY GIRL（2006年）セリア・ウォーシントン・ウォーシントン役
- ペテン師と詐欺師（2006年）ソフィア役
- タイタニック（2007年）マダム・オーベール役
- レ・ミゼラブル (2007年) ファクトリーガール役
- オール・シュックアップ (2007年) ヴァージニア役
- プロデューサーズ (2008年) 案内嬢、リックミーバイトミー役
- ミス・サイゴン (2008年) エレン役
- ミス・サイゴン (2009年) エレン役
- レ・ミゼラブル (2009年) ファクトリーガール役
- カーテンズ (2010年) ジェシカクランショウ役
- まさかのChange?! (2010年) 五十嵐咲役
- エディット・ピアフ (2011年) ピアフの影役
- 嵐が丘 (2011年)
- ラ・カージュ・オ・フォール (2012年) ポーレット役他
- クライスト (2012年)
- ディードリッヒ (2012年) ルシール・マンハイム役
- レ・ミゼラブル (2013年) 宿屋の女将役
- ラ・カージュ・オ・フォール (2015年) ポーレット役
- レ・ミゼラブル (2015年) 宿屋の女将役

その他　舞化粧、花よりダンゴ（四女・桃子役）など

### CM
- 日本ヴィックス クレアラシル（放映時期不明）
- 東海予備校（放映時期不明）
- 明治乳業（放映時期不明）
- アサヒビール（放映時期不明）関西地区のみ
- ライオン 花粉ガード（放映時期不明）
- HONDA フリード WebCM
- キリン ワインスプリッツァ